# Dale (Vaksdal)
Dale (postalische Bezeichnung: Dalekvam) ist ein Dorf und das Verwaltungszentrum der Kommune Vaksdal in der norwegischen Provinz (Fylke) Vestland. Der Ort hat 1152 Einwohner (Stand: 1. Januar 2024).

## Geographie und Verkehr
Der Ort liegt etwa 65 km nordöstlich der Provinzhauptstadt Bergen am westlichen Ausgang des Gebirgstals Bergsdal, wo dieses in das Dalseiddal übergeht, und am Fluss Daleelva, der aus dem Bergsdal kommt und südwestlich des Dorfs in den Fjordarm Dalevågen mündet.

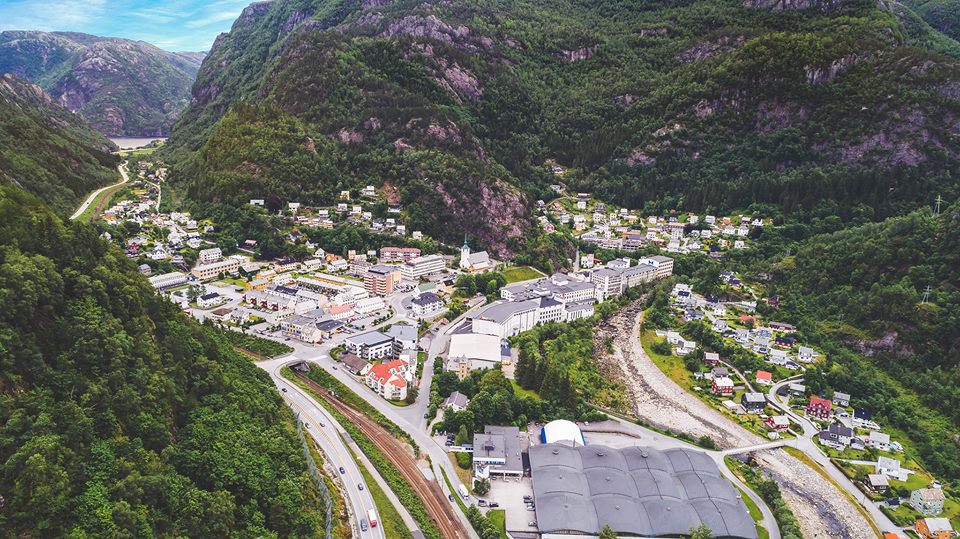
Dale (2018)

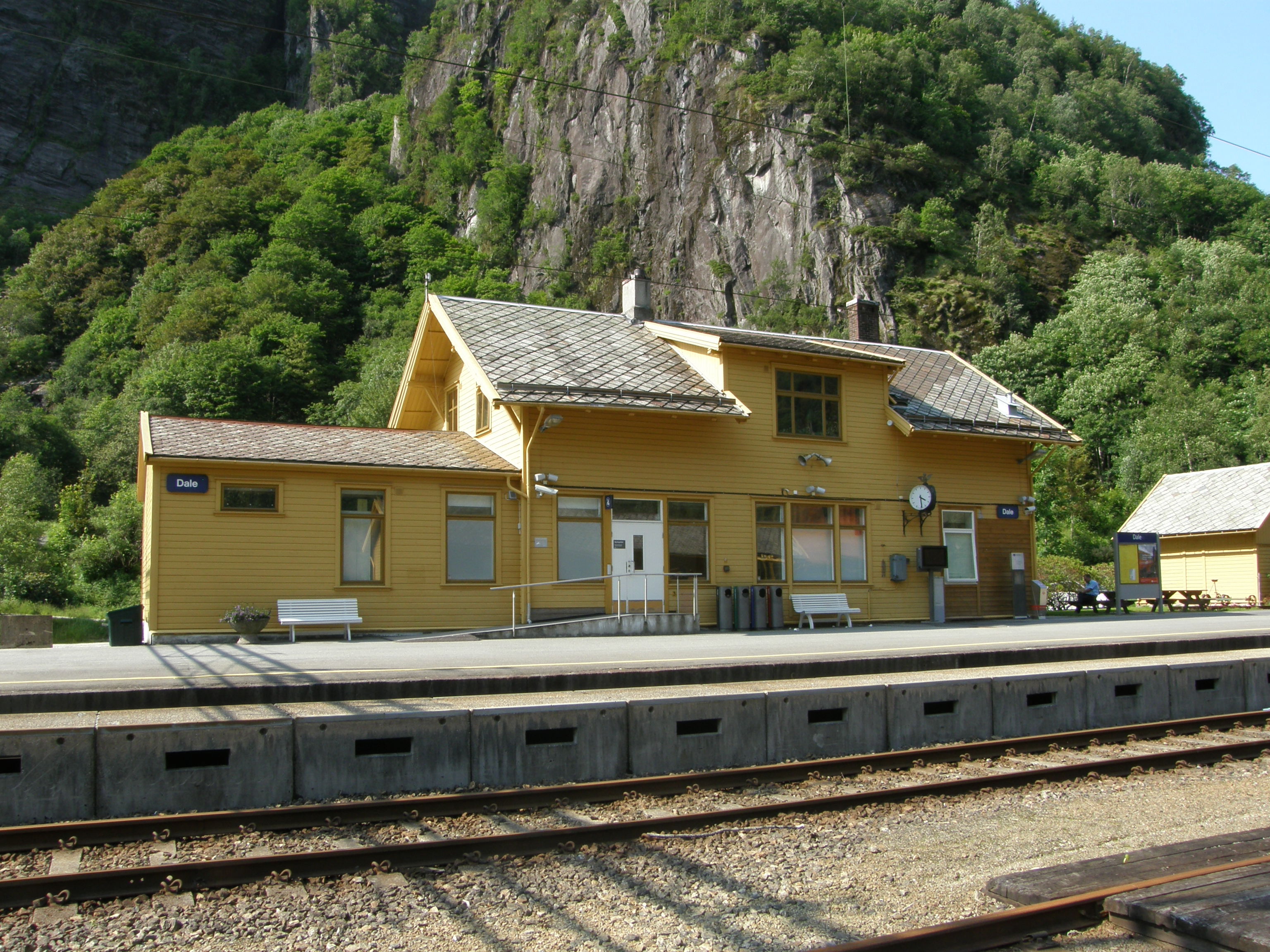
Bahnhof Dale

Seit 1883 verläuft die heutige Bergensbanen, damals als Vossebanen erbaute Bahnstrecke durch Dale; der Bahnhof wird zwölfmal täglich von der Regionalbahn Bergen – Voss – Myrdal bedient. Ebenso führt die Europastraße 16 (E 16), die Bergen mit Oslo verbindet, durch Dale.

## Verwaltungsgeschichte
Ab 1870 war Dale Teil der Gemeinde Bruvik. 1964 wurden Teile von Bruvik im Zuge einer Kommunalreform mit den Nachbargemeinden Haus, Hamre und Hosanger zu der neuen Kommune Osterøy zusammengefasst und der Rest der Gemeinde, mit Dale, wurde in Vaksdal umbenannt.

## Wirtschaft

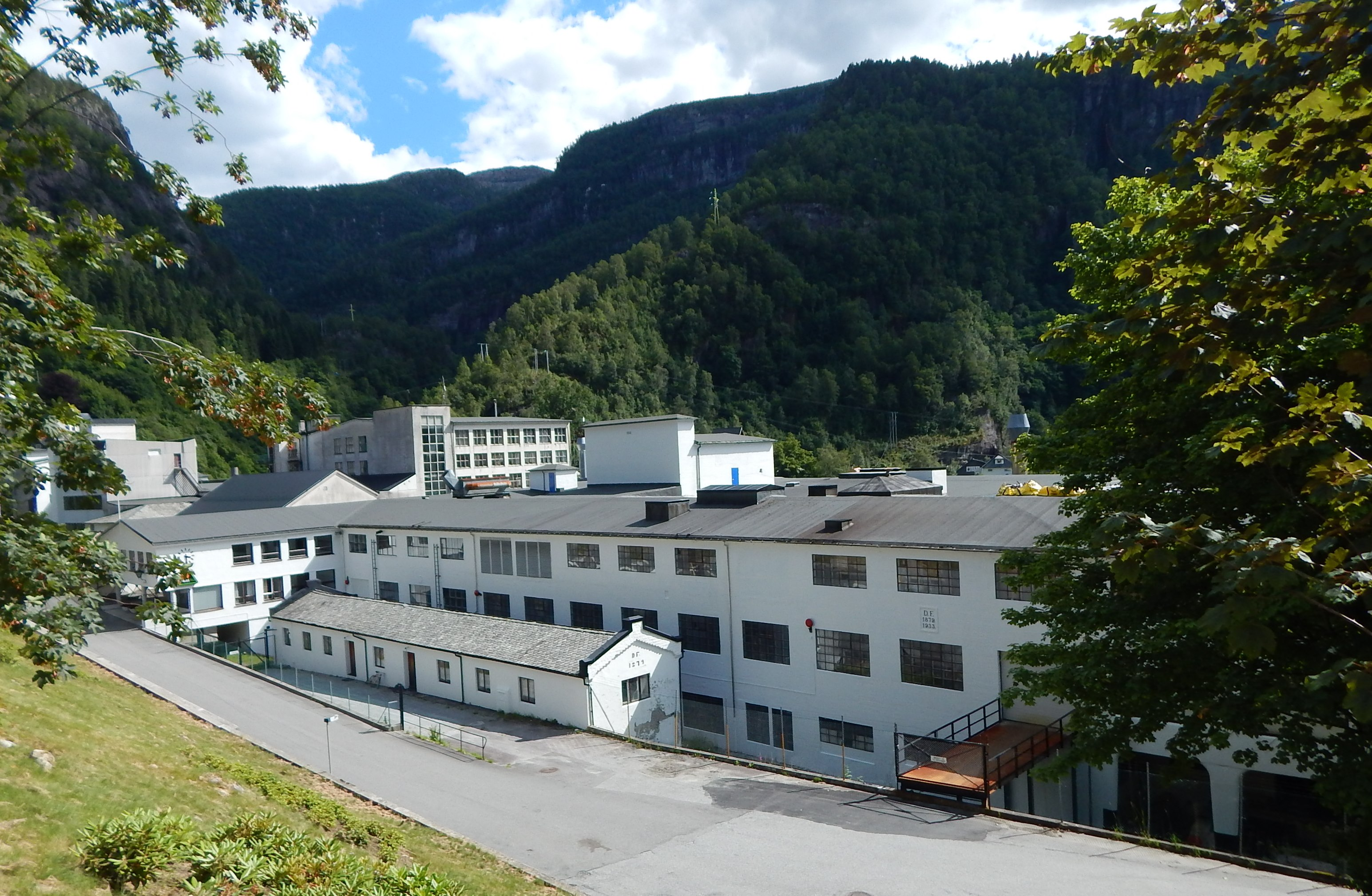
Die Textilfabrik Dale of Norway (2017)

Dale ist heute ein Industriestandort, aber bis in die 1870er Jahre gab es in Dale nur einige Kleinbauern. Im Jahre 1872 kaufte der Unternehmer Peter Jebsen den örtlichen Bauern deren Wasserrechte ab und gründete in Dale eine 1879 fertiggestellte Textilfabrik, die ihre Energie aus dem Daleelva bezog. Die notwendigen Spinn-, Web-, Färbe- und anderen Maschinen wurden aus England importiert, im Dalevågen angelandet und dann mit Pferdewagen nach Dale gebracht. Gegen Ende des 19. Jahrhunderts beschäftigte die Fabrik etwa 500 Mitarbeiter, und in den 1950er und 1960er Jahren war sie mit rund 1200 Beschäftigten Norwegens größte Textilfabrik. In diesen Jahren hatte der Ort mehr als 4000 Einwohner. Die Firma wurde 1992 zweigeteilt in „Daletec“, das flammhemmende Stoffe für die Verwendung in Arbeitskleidung herstellt, und „Dale of Norway“, das Wollprodukte (hauptsächlich Pullover) herstellt.

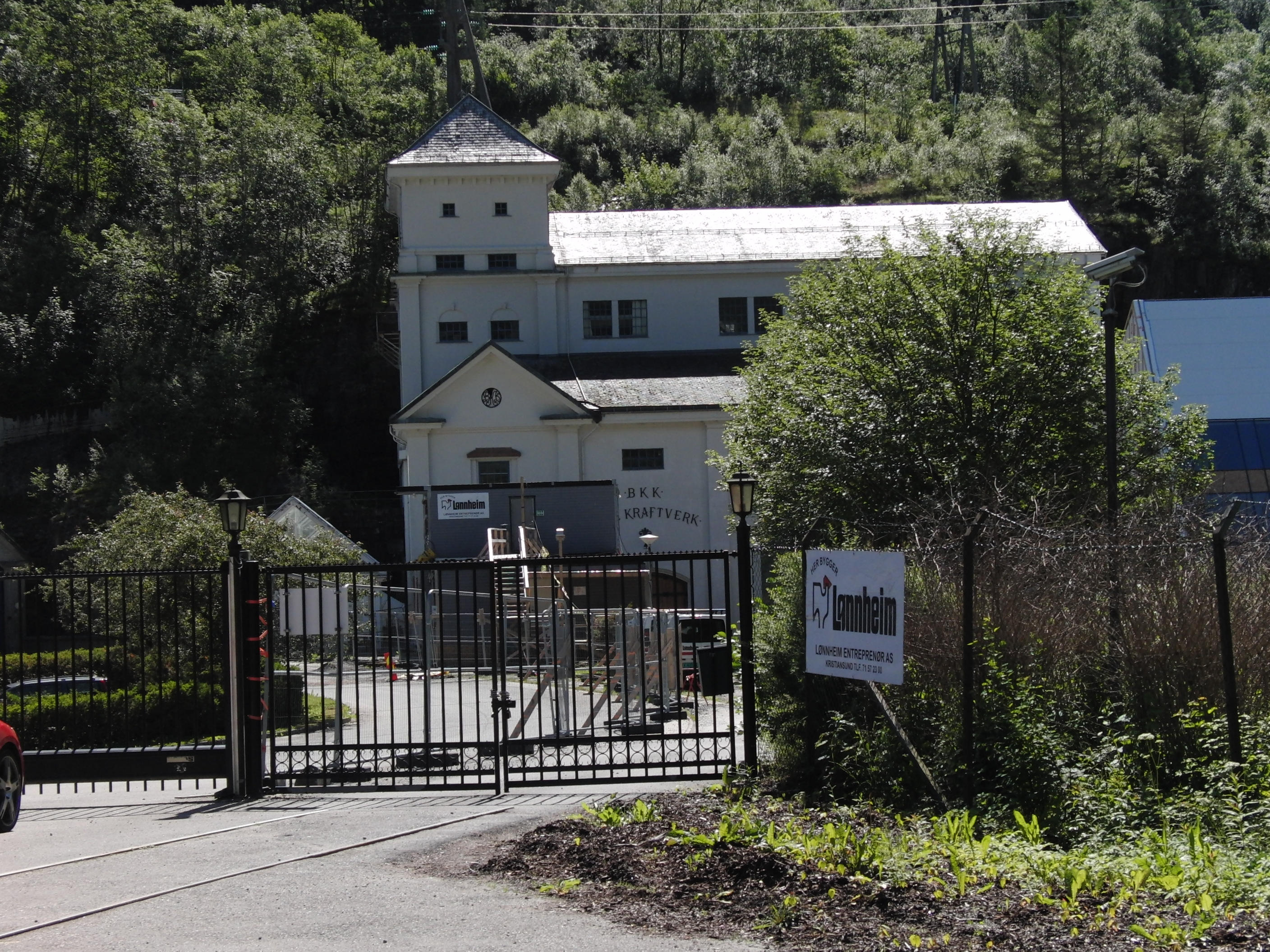
Alte Turbinenhalle des Kraftwerks Dale (heute Mehrzweckhalle)

Seit 1927 nutzt die Elektrizitätsgesellschaft Bergenshalvøens Kommunale Kraftselskap (BKK) den Daleelva im Wasserkraftwerk Dale, das sein Wasser durch einen 2,18 km langen Tunnel aus dem östlich oberhalb des Dorfs gelegenen Stausee „Storefossdamm“ (60° 34′ 43″ N, 5° 51′ 57″ O) im Bergsdal bezieht und dabei die Fallhöhe vom Tunneleinlass im Storefossdamm (402–394 m über NHN) bis zum Werksgelände in Dale (30 m über NHN) nutzt. Die installierte Leistung beträgt 146 MW und die durchschnittliche Bruttostromerzeugung 694 GWh pro Jahr.
In Dale als kommunalem Verwaltungs- und Dienstleistungszentrum befinden sich neben der Gemeindeverwaltung auch Polizeistelle, Arbeits- und Sozialamt, Kindergarten, Grundschule (1.–7. Klasse), Kirche, Altenheim und Gemeindehaus sowie Arztpraxis und Zahnklinik. Gewerbliche Aktivitäten im Ort sind Coop-Markt, Spar-Laden, Friseure, Sparkasse, zwei Tankstellen, ein Outlet von Dale of Norway usw. In Dale erscheint seit 1987 die Lokalzeitung Vaksdalsposten.

## Kirche

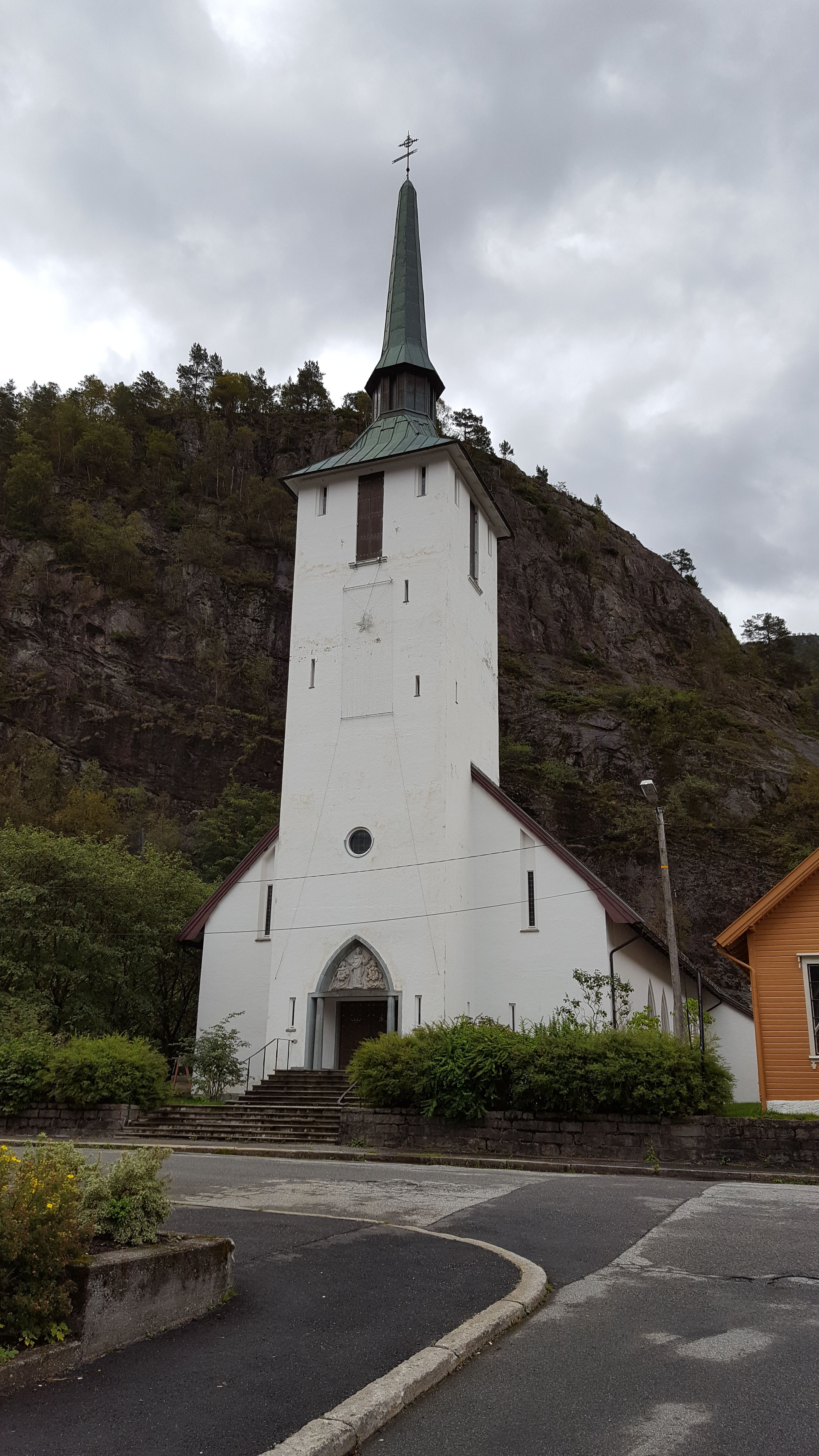
Die Dorfkirche

Dale gehörte ursprünglich zur Pfarrei Bruvik auf der Insel Osterøy. Der Weg zur dortigen Kirche war für die Bewohner des neuen Industriestandortes lang und umständlich. Eine erste Kapelle in Dale wurde schließlich im November 1896 eingeweiht; sie war Filial der Pfarrkirche in Bruvik. Im Jahr 1911 wurde Dale dann eine eigene Pfarrgemeinde. Da die Kapelle sich im Laufe der Zeit als zu klein erwies, wurde sie in den 1950er Jahren abgerissen und durch einen erheblich größeren Neubau ersetzt, der am 16. Dezember 1956 geweiht wurde. Die weiße, in Beton ausgeführte Langkirche fast 600 Personen.